# Takanari Endō
Takanari Endō (japanisch 遠藤 貴成 Endō Takanari; * 19. Oktober 2002 in der Präfektur Niigata) ist ein japanischer Fußballspieler.

## Karriere
Takanari Endō erlernte das Fußballspielen in der Schulmannschaft der Higashi Fukuoka High School sowie in der Universitätsmannschaft der Toin University of Yokohama. Seinen ersten Vertrag unterschrieb er am 1. Februar 2025 beim Yokohama FC. Der Verein aus Yokohama spielt in der ersten Liga, der J1 League. Sein Erstligadebüt gab Takanari Endō am 14. Juni 2025 (20. Spieltag) im Heimspiel gegen Kawasaki Frontale. Bei der 0:1-Heimniederlage wurde er in der 73. Minute für Towa Yamane eingewechselt.